# Роньо
Роньо (итал. Rogno) — коммуна в Италии, находится в регионе Ломбардия, подчиняется административному центру Бергамо.
Население составляет 3292 человека, плотность населения составляет 219 чел./км². Занимает площадь 15 км². Почтовый индекс — 24060. Телефонный код — 035.
Покровителем коммуны почитается первомученик Стефан, празднование 26 декабря.

## Города-побратимы
- Клавезана, Италия